# Freestyle Script

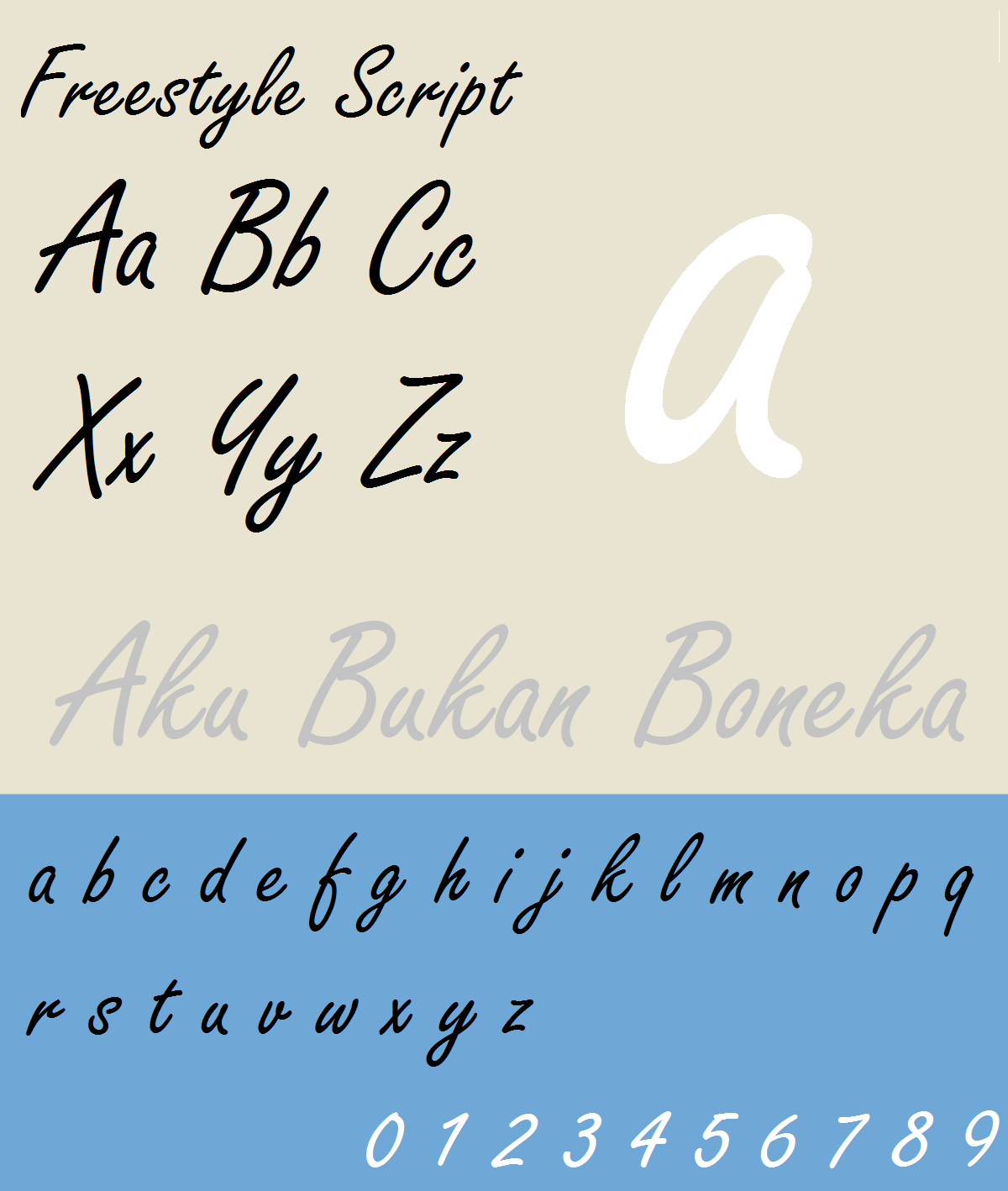

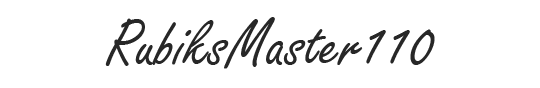

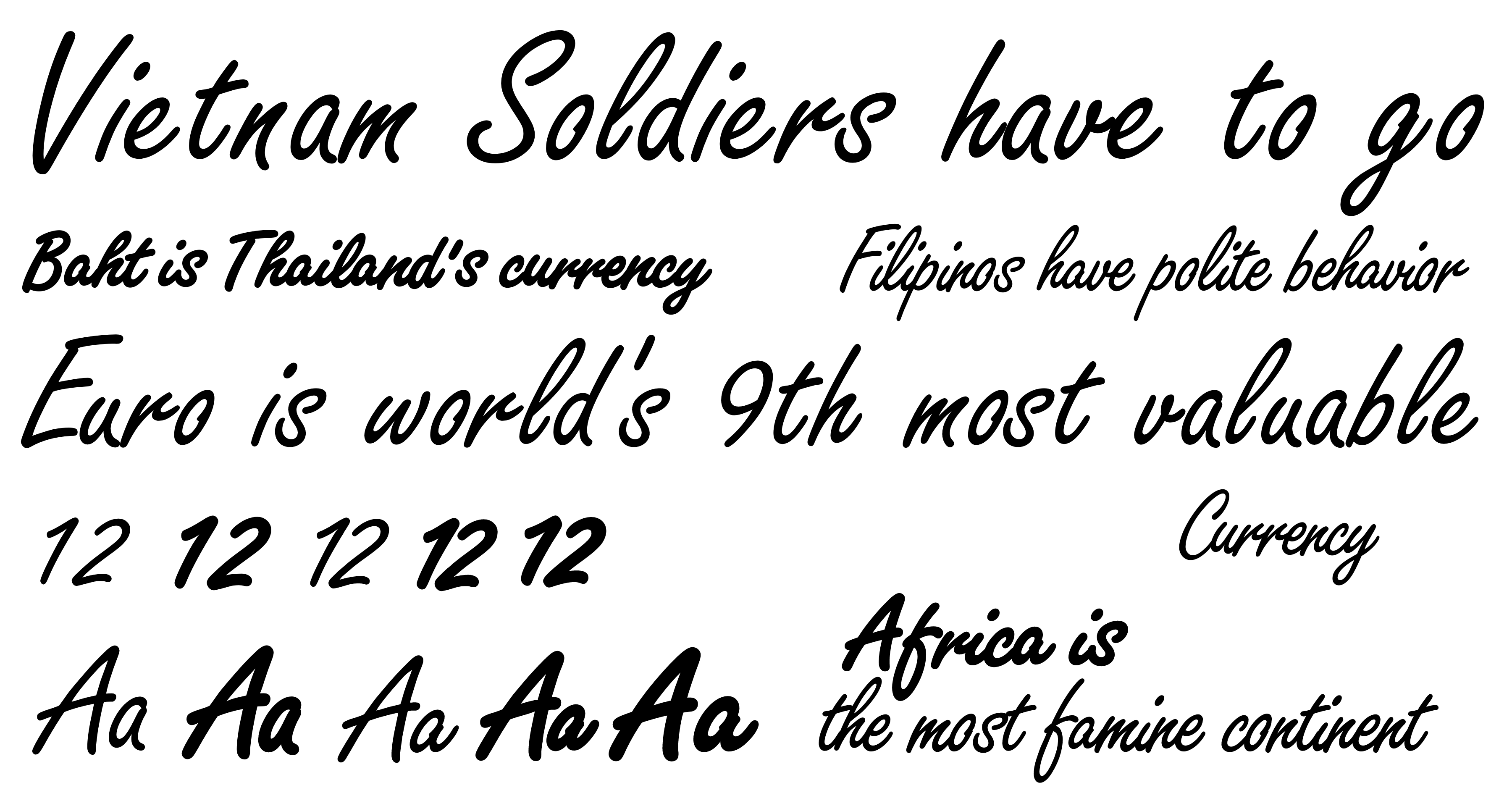

Freestyle Script (Фристайл Скрипт) — рукописный шрифт для отображения текста, разработанный Колином Бриньялом в 1969 году и дополненный Мартином Уэйтом в 1981 году. В 1980-х годах Freestyle Script широко использовался для рекламы, открыток и декоративных логотипов. Жирная версия шрифта была разработана в 1986 году. Издателями этого шрифта являются Adobe, ITC, Monotype Imaging, Elsner+Flake, Esselte Corporation, Scangraphic Type, Linotype, Image Club и Letraset. Этот шрифт имеет несколько версий, а именно: Regular (стандартный), Bold (жирный), LT (лёгкий), Plain (курсив), а также дополнительные версии (LET, EF, SH Reg Alt и SB Reg Alt). Курсивная версия шрифта Freestyle Script доступна на 78 различных языках. Другие стили (Regular, Bold, Alt и т. д.) доступны на 33 различных языках. Кириллическая версия Freestyle Script была создана в 1993 году и состоит из символов дополнения к латинице. Шрифт был включен в MyFonts с 2000 года. Шрифт был добавлен в Microsoft Word в 2003 году, и он теперь присутствует в следующих версиях Word, таких как Word 2007, Word 2010, Word 2013, Word 2016 и Word 2019.

## Критика

### Отрицательная
Некоторые рукописные шрифты (включая Bradley Hand и Freestyle Script) были запрещены на сайте Webdesigner Depot в 2010 году. Фристайл Скрипт был на восьмом месте среди самых худших шрифтов. Запрещенные шрифты, включая Freestyle Script, сайт прозвал «раздражающими».
Как сообщает BuzzFeed, 19 февраля 2011 года в Великобритании заблокировали 40 шрифтов, также включая Freestyle Script. 8 марта 2018 года веб-сайт Illumine 8 описал Freestyle Script как «способ Adobe обмануть людей тем, что этот шрифт якобы написан от руки; он оставляет безобразные пробелы». Illumine 8 назвал Freestyle Script четырнадцатым худшим рукописным шрифтом.

### Положительная
На сайте блога The Creative Hustler Freestyle Script был признан 29-м из лучших рукописных шрифтов.

## Галерея
Сравнение версий шрифта:

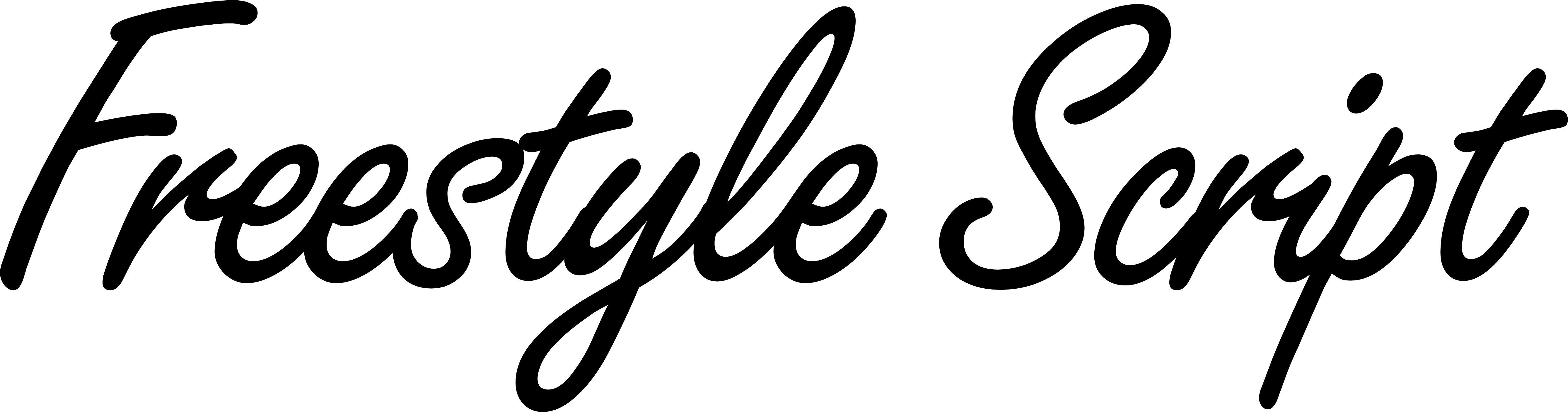
Freestyle Script Plain
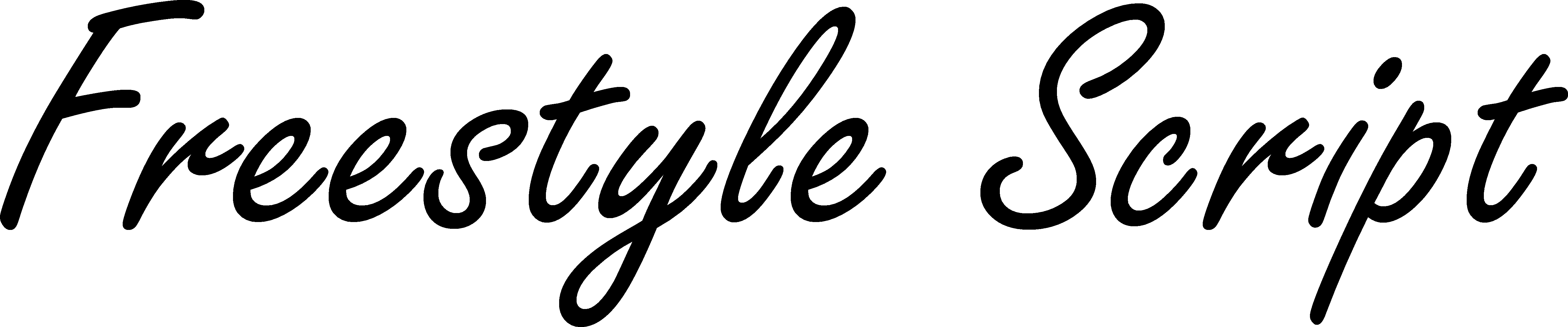
Freestyle Script Regular
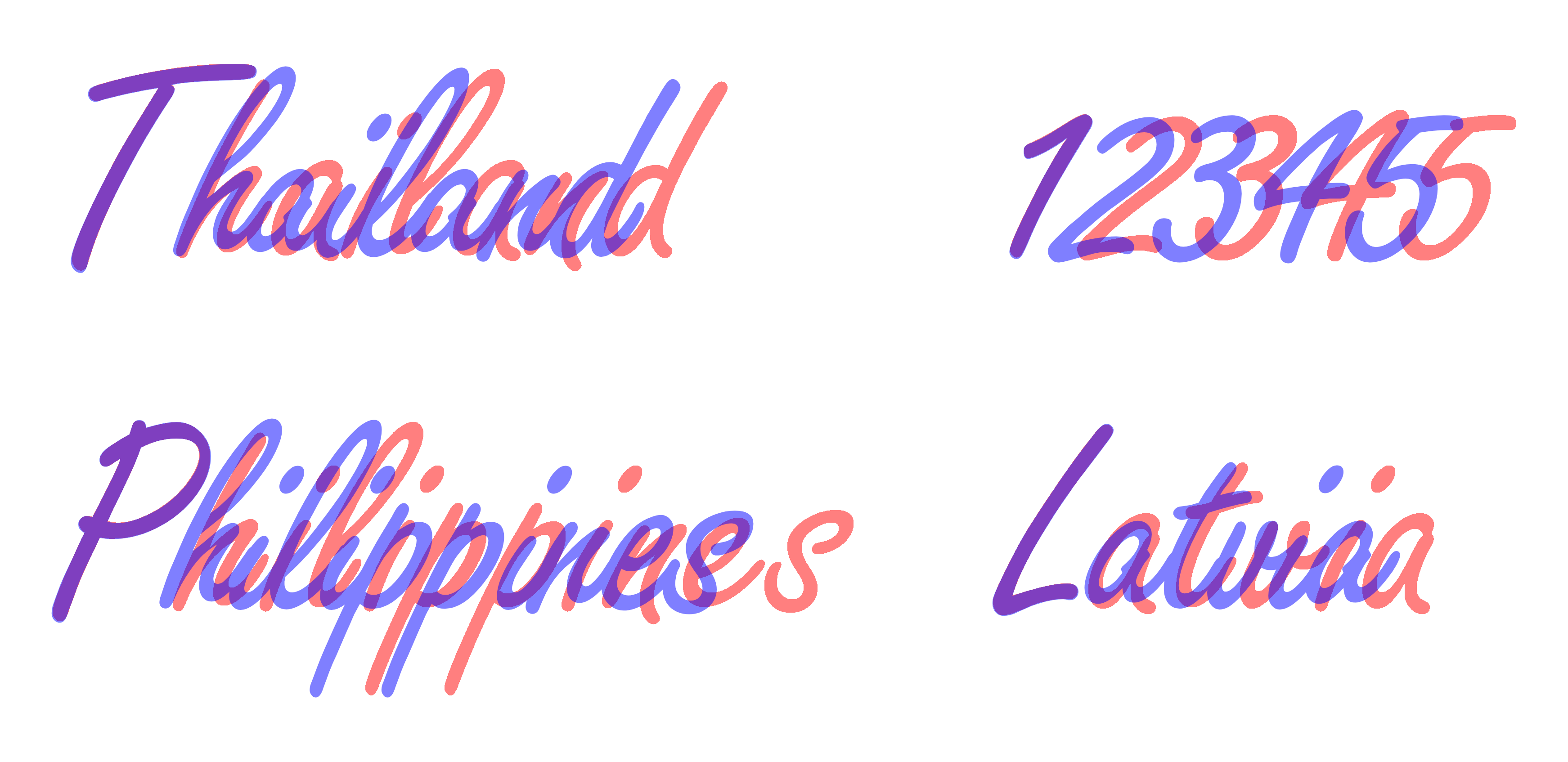
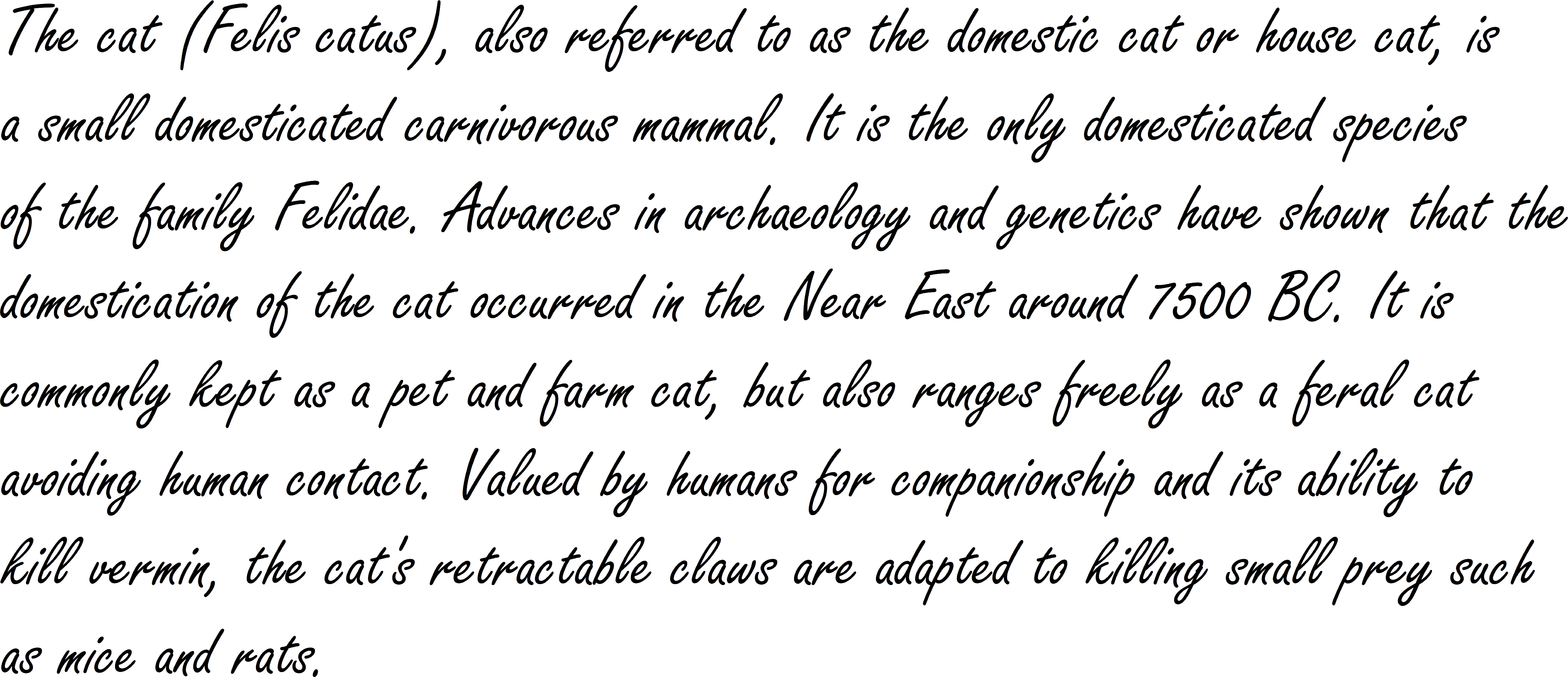
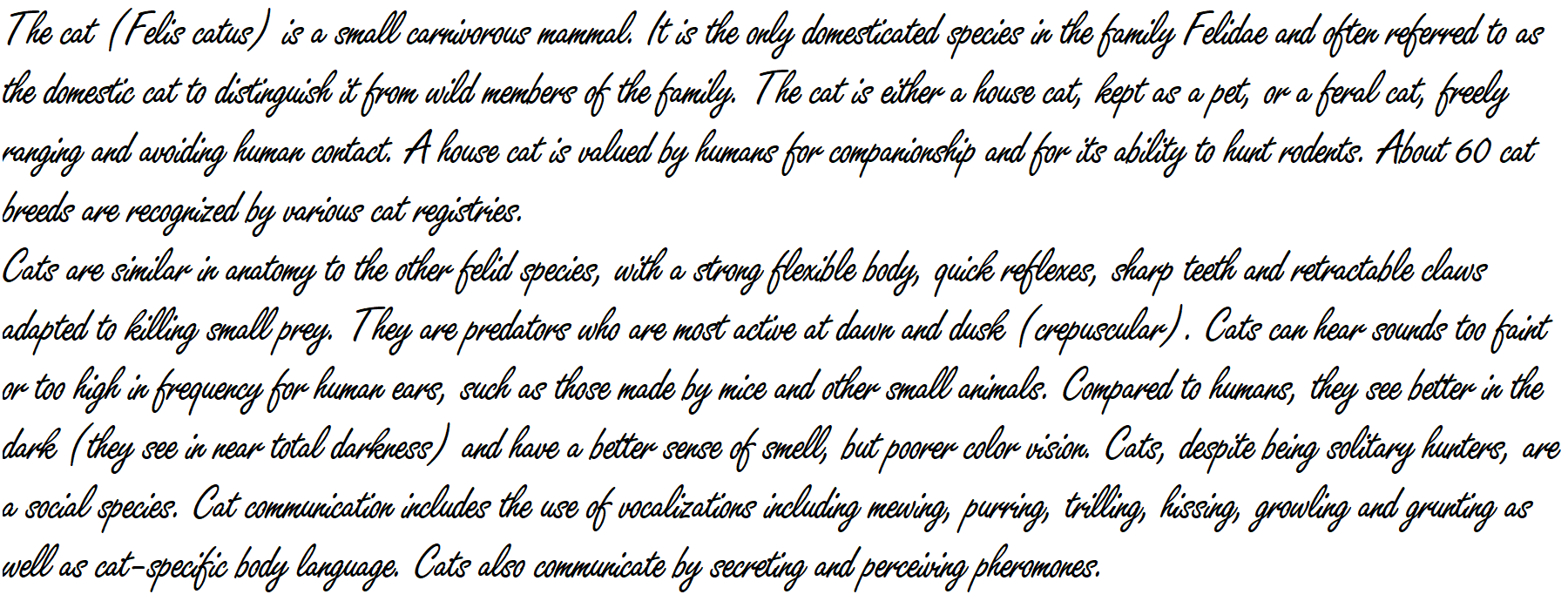